# MKS Pałac Młodzieży Katowice
MKS Pałac Młodzieży − klub sportowy działający przy Pałacu Młodzieży w Katowicach.

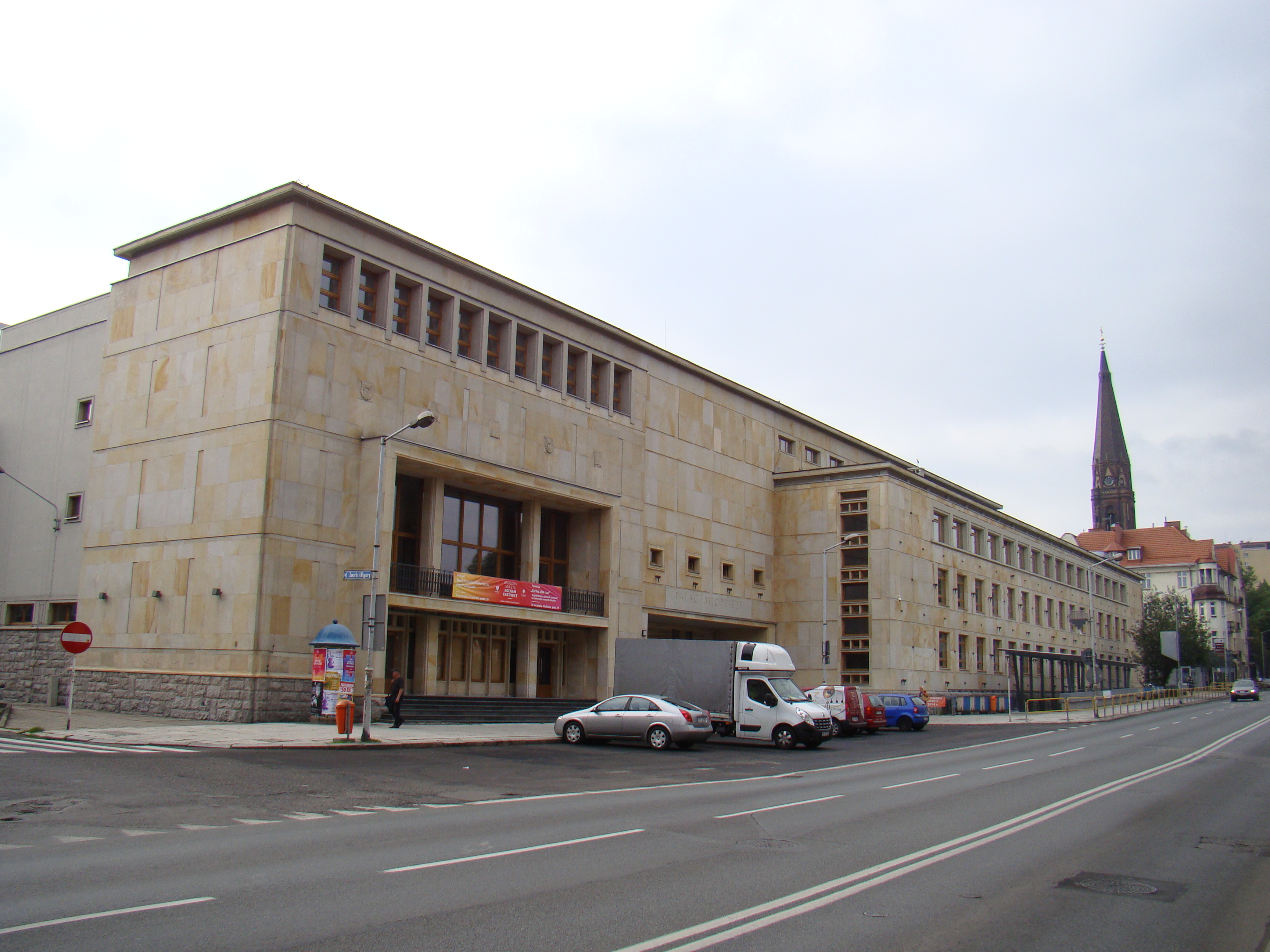
Siedziba klubu

## Zarząd
Na podstawie strony internetowej klubu:
- Grażyna Adamek – Prezes
- Marek Jabczyk – Wiceprezes
- Mirosława Gruszka – Sekretarz
- Ryszard Czaja – Członek Zarządu
- Natalia Markowska – Członek Zarządu
- Aleksandra Pawełczyk – Członek Zarządu

## Sekcje i wybrane sukcesy
- Szermierka
  - drugie miejsce w Ogólnopolskiej Olimpiadzie Młodzieży w 1999 – Wojciech Marczak
  - trzecie miejsce w Ogólnopolskiej Olimpiadzie Młodzieży w 1999 – Natalia Markowska
  - trzecie miejsce w Pucharze Świata w 1999 roku – Wojciech Marczak
  - piąte miejsce w Pucharze Świata w 1999 roku – Adam Skrodzki
  - drugie miejsce w Drużynowych Mistrzostwach Polski w 1999 – N. Markowska, K. Muszala, B. Dorota, K. Gotszalk
  - pierwsze miejsce w Mistrzostwach Polski Juniorów w 2000 (drużynowo) – W. Marczak, R. Dziunikowski, Ł. Barański, M. Golda
  - drugie miejsce w Mistrzostwach Polski Juniorów w 2000 (drużynowo) – A. Skrodzki, W. Marczak, M. Kędzielski, R.Dziunikowski
  - pierwsze miejsce w Ogólnopolskiej Olimpiadzie Młodzieży w 2000 – Wojciech Marczak
  - drugie miejsce w Ogólnopolskiej Olimpiadzie Młodzieży w 2000 – Łukasz Barański
  - pierwsze miejsce w Ogólnopolskiej Olimpiadzie Młodzieży w 2000 – Natalia Markowska
  - piąte miejsce w Ogólnopolskiej Olimpiadzie Młodzieży w 2000 – Natalia Markowska
  - trzecie miejsce w Pucharze Świata Juniorów w 2000 – Natalia Markowska
  - trzecie miejsce w Pucharze Polski Młodzieżowców w 2000 – Magdalena Kumiet
  - trzecie miejsce w Mistrzostwach Polski Młodzieżowców w 2000 – Magdalena Kumiet
  - trzecie miejsce w Mistrzostwach Polski Juniorów w 2001 – Wojciech Marczak
  - trzecie miejsce w Mistrzostwach Polski Juniorów w 2001 (drużynowo) – W. Marczak, Ł. Barański, D. Klimecki, M. Golda
  - pierwsze miejsce w Mistrzostwach Polski Juniorów Młodszych (drużynowo) w 2001 – D. Klimecki, J. Karkosz, M. Golda, J. Ceranowicz
  - pierwsze miejsce w Mistrzostwach Polski Juniorów w 2001 – Natalia Markowska
  - pierwsze miejsce w Mistrzostwach Polski Juniorów w 2001 (drużynowo) – N. Markowska, K. Gotszalk, K. Muszala, R. Grzywocz
  - pierwsze miejsce w Ogólnopolskiej Olimpiadzie Młodzieży w 2001 – Damian Klimecki
  - trzecie miejsce w Ogólnopolskiej Olimpiadzie Młodzieży w 2001 – Jan Karkosz
  - trzecie miejsce w Międzynarodowym Turnieju Szermierczym w 2001 – Marcin Golda
  - trzecie miejsce w Międzynarodowym Turnieju Szermierczym w 2001 (drużynowo) – M. Golda, W. Marczak, R. Dziunikowski, Ł. Barański
  - pierwsze miejsce w Mistrzostwach Polski Juniorów w 2001 – Wojciech Marczak
  - drugie miejsce w Mistrzostwach Polski Juniorów w 2002 – Rafał Dziunikowski
  - trzecie miejsce w Mistrzostwach Polski Juniorów w 2002 – Łukasz Barański
  - czwarte miejsce w Mistrzostwach Polski Juniorów w 2002 – Marcin Golda
  - pierwsze miejsce w Mistrzostwach Polski Juniorów w 2002 (drużynowo) – W. Marczak, R. Dziunikowski, M. Golda, Ł. Barański
  - trzecie miejsce w Mistrzostwach Polski Młodzieżowców w 2002 – Wojciech Marczak
  - czwarte miejsce w Mistrzostwach Polski Młodzieżowców w 2002 (drużynowo) – W. Marczak, R. Dziunikowski, M. Golda, Ł. Barański
  - trzecie miejsce w Międzynarodowym Turnieju Szermierczym w 2002 – Koperwas Kajetan
  - pierwsze miejsce w Pucharze Świata w 2002 roku – Wojciech Marczak
  - drugie miejsce w Pucharze Świata Juniorów w 2002 roku (drużynowo) – M. Golda, J. Karkosz, J. Ceranowicz, D. Klimecki
  - pierwsze miejsce w Mistrzostwach Polski Juniorów w 2003 – Marcin Golda
  - drugie miejsce w Mistrzostwach Polski Juniorów w 2003 – Jakub Ceranowicz
  - trzecie miejsce w Mistrzostwach Polski Juniorów w 2003 – Jan Karkosz
  - pierwsze miejsce w Mistrzostwach Polski Juniorów w 2003 (drużynowo) – M. Golda, J. Karkosz, J. Ceranowicz, D. Klimecki
  - trzecie miejsce w Mistrzostwach Polski Młodzieżowców w 2003 – Damian Klimecki
  - drugie miejsce w Międzynarodowym Turnieju Szermierczym w 2003 – Marek Majzel
  - piąte miejsce w Mistrzostwach Świata Juniorów w 2003 roku – Adam Skrodzki
  - siódme miejsce w Pucharze Świata Juniorów w 2003 roku – Kajetan Koperwas
  - pierwsze miejsce w Mistrzostwach Polski Juniorów w 2004 – Kajetan Koperwas
  - trzecie miejsce w Mistrzostwach Polski Juniorów w 2004 (drużynowo) – K. Koperwas, M. Majzel, S. Grudzień, A. Knapik
  - drugie miejsce w Ogólnopolskiej Olimpiadzie Młodzieży w 2004 – Paweł Krzywdziak
  - trzecie miejsce w Mistrzostwach Polski Juniorów w 2005 – Marek Majzel
- Judo
  - Dziewiąte miejsce Mistrzostwa Europy Juniorek 2007 – Luiza Czakańska
  - Mistrzostwa Polski Juniorek 2007 brązowe medale – Luiza Czakańska, Agnieszka Kaps
  - Mistrzostwa Polski Juniorek 2008 srebrny medal i tytuł WICEMISTRZYNI POLSKI – Agnieszka Kaps
- Pływanie
- Skoki do wody
- Gimnastyka sportowa
- Lekkoatletyka